# Davor Šuker
Davor Šuker (wym. [davɔr ʃukɛr]; ur. 1 stycznia 1968 w Osijeku) – chorwacki piłkarz grający na pozycji napastnika. Brązowy medalista Mistrzostw Świata 1998.
Od lipca 2012 roku jest prezesem Chorwackiego Związku Piłki Nożnej.

## Kariera klubowa
Rozpoczynał swoją karierę w NK Osijek. Rozegrał tam 91 spotkań, strzelając 40 goli. W 1989 zdobył tytuł króla strzelców i w tym samym roku przeniósł się do Dynama Zagrzeb.
Jego karierę w Dynamie przerwała wojna i Šuker musiał opuścić Jugosławię, przenosząc się do Sevilla FC. Tam przez pięcioletni okres gry rozegrał ponad 150 meczów i strzelił 76 bramek. Jego umiejętności zostały zauważone przez włodarzy Realu Madryt i w sezonie 1996–1997 piłkarz przeniósł się za 15 mln dolarów na Santiago Bernabéu.
W Realu święcił swoje największe triumfy: zdobył w 1997 roku mistrzostwo Hiszpanii, by rok później wygrać Ligę Mistrzów oraz Puchar Interkontynentalny.
W 1999 roku przeszedł za 7,8 mln dolarów do Arsenalu. Drużyna prowadzona przez Arsène’a Wengera uległa w finale Pucharu UEFA Galatasaray SK w karnych (Šuker zagrał w finale wszedł w 115 minucie dogrywki, a w rzutach karnych nie wykorzystał swojej szansy). W Premier League Arsenal zajął ostatecznie drugie miejsce. Grający mało Šuker zaczął szukać nowej drużyny.
Nowym klubem została kolejna ekipa z Londynu, West Ham United. W tej drużynie także miał problemy z graniem w podstawowym składzie, więc po roku poszedł szukać szansy w Bundeslidze. Jego nowym klubem został TSV Monachium, gdzie po 2 latach gry skończył karierę.

## Kariera reprezentacyjna
Davor Šuker grał w młodzieżowej reprezentacji Jugosławii na mistrzostwach świata 1987 roku, gdzie zdobyli złoty medal, wygrywając w karnych z Niemcami 5:4 (wynik spotkania 1:1). W drużynie grali zawodnicy, którzy później byli podstawowymi graczami późniejszej Chorwacji (w 1987 grali m.in. Robert Prosinecki czy Zvonimir Boban).
Šuker zadebiutował w 1990 jako reprezentant Chorwacji przeciwko ekipie Rumunii. Swoją debiutancką bramkę zdobył dwa lata później w meczu towarzyskim z Meksykiem, wygranym 3:0.
Piłkarz grał na Euro 1996 (ćwierćfinał) oraz na Mundialach '98 (3. miejsce) i 2002 (faza grupowa).
W 1998 roku osiągnął swój największy sukces w karierze, zdobywając brązowy medal we Francji. Sam zdobył tytuł króla strzelców, zdobywając 6 bramek oraz Srebrną Piłkę (ustępując tylko Ronaldo). W reprezentacji Chorwacji od 1990 do 2002 roku rozegrał 69 meczów i strzelił 45 bramek (rekord).
W reprezentacji Jugosławii w 1991 roku, kiedy reprezentacja Chorwacji nie była jeszcze stowarzyszona z FIFA, rozegrał 2 mecze i strzelił 1 gola.

## Sukcesy piłkarskie
- mistrzostwo Hiszpanii 1997, Puchar Mistrzów 1998 oraz Puchar Interkontynentalny 1998 z Realem Madryt
- wicemistrzostwo Anglii oraz finał Pucharu UEFA 2000 z Arsenalem
- mistrzostwo świata 1987 z reprezentacją Jugosławii U-21
- 3. miejsce oraz król strzelców Mundialu 1998
- król strzelców ligi jugosłowiańskiej w 1989 roku.

## Odznaczenia
- Order Chorwackiej Koniczyny (1998)[1]